# Mary-Kate i Ashley w akcji
Mery-Kate i Ashley w akcji (ang. Mary-Kate and Ashley in Action!) – amerykański serial animowany. Serial składa się z 26 odcinków, a jeden odcinek trwa około 22 minuty.
Serial w Polsce pojawił się 16 października 2004 roku i był emitowany co tydzień w Przymierzalni na kanale młodzieżowym ZigZap, gdzie został wyemitowany 2 razy oraz codziennie o zmiennej porze.  
Po raz ostatni serial emitowano w styczniu 2006, gdzie na jego miejsce wszedł serial Po prostu Jamie, a potem Trollz.

## Bohaterowie

### Główne bohaterki
- Mary-Kate
- Ashley

### Załoga dziewczyn
- pies Quincy (Robot – potrafi mówić)
- Rod
- Ivan

## Wersja polska
Wersja polska: na zlecenie ZigZap – Start International Polska

Reżyseria: Paweł Galia

Dialogi polskie:
- Tomasz Robaczewski[potrzebny przypis],
- Andrzej Wójcik[potrzebny przypis]

Dźwięk i montaż: Jerzy Wierciński

Kierownik produkcji: Paweł Araszkiewicz

Udział wzięli
- Iwona Rulewicz – Mary-Kate[potrzebny przypis]
- Ewa Serwa – Ashley[potrzebny przypis]
- Janusz Wituch – Pies Quincy[potrzebny przypis]
- Grzegorz Drojewski – Rod[potrzebny przypis]
- Krzysztof Szczerbiński – Ivan[potrzebny przypis]
- Agnieszka Kunikowska – Holly[potrzebny przypis]
- Włodzimierz Press – Britz[potrzebny przypis]

oraz:
- Anna Sztejner[potrzebny przypis]
- Robert Tondera[potrzebny przypis]
- Jacek Wolszczak[potrzebny przypis]

i inni
Lektor: Robert Tondera

## Spis odcinków
| Nr             | Polski tytuł                         | Angielski tytuł           |
| -------------- | ------------------------------------ | ------------------------- |
|                |                                      |                           |
| SERIA PIERWSZA |                                      |                           |
|                |                                      |                           |
| 01             | Zła drużyna                          | The Mean Team             |
|                |                                      |                           |
| 02             | Najsilniejszy filtr przeciwsłoneczny | SPF 5000                  |
|                |                                      |                           |
| 03             |                                      | Gift With Purchase        |
|                |                                      |                           |
| 04             |                                      | Who Turned The Music Off? |
|                |                                      |                           |
| 05             |                                      | Operation Evaporation     |
|                |                                      |                           |
| 06             | Psie serce                           | Puppy Love                |
|                |                                      |                           |
| 07             |                                      | Tout Sweet                |
|                |                                      |                           |
| 08             |                                      | The Cat’s Meow            |
|                |                                      |                           |
| 09             |                                      | Faster Food               |
|                |                                      |                           |
| 10             |                                      | Out of Her Hair           |
|                |                                      |                           |
| 11             | Białe szaleństwo                     | Snow Much Fun             |
|                |                                      |                           |
| 12             | Mydlany cyrk                         | In a Lather               |
|                |                                      |                           |
| 13             | Słomiany zapał                       | Pants on Fire             |
|                |                                      |                           |
| 14             | Żartowałam                           | Just Kidding              |
|                |                                      |                           |
| 15             | Wielkie kłopoty                      | Big Trouble               |
|                |                                      |                           |
| 16             | Złapać fale                          | Catch a Wave              |
|                |                                      |                           |
| 17             | W powietrzu                          | Up in the Air             |
|                |                                      |                           |
| 18             | Problemy z chłopakami                | Boy Stuff                 |
|                |                                      |                           |
| 19             | Robale                               | Bug Off                   |
|                |                                      |                           |
| 20             | Zginął pies                          | Dog Gone                  |
|                |                                      |                           |
| 21             | Kto nas wkopał?                      | Can You Dig It?!          |
|                |                                      |                           |
| 22             | Bliskie spotkania                    | Alien Encounters          |
|                |                                      |                           |
| 23             | Walka o fryzury                      | Bad Hair Day              |
|                |                                      |                           |
| 24             | Koncert szaleństwa                   | Rave Reviews              |
|                |                                      |                           |
| 25             |                                      | Hot to Trot               |
|                |                                      |                           |
| 26             |                                      | Tourist Traps             |
|                |                                      |                           |